# Brackenphiloscia vandeli
Brackenphiloscia vandeli är en kräftdjursart som beskrevs av Ortiz, Garcia Debras och Lalana 1999. Brackenphiloscia vandeli ingår i släktet Brackenphiloscia och familjen Philosciidae. Inga underarter finns listade i Catalogue of Life.